# 声生不息·大湾区季
《声生不息·大湾区季》为芒果TV、湖南卫视联合香港無綫電視（TVB）制作的音樂真人實境秀節目，是《聲生不息》系列繼「港樂季」、「寶島季」、「家年华季」後的第四季節目，本季曾稱為「港樂季2」，由國家廣播電視總局網絡視聽節目管理司、港澳台办公室，香港中联办宣传文体部指導，由香港文創產業發展處「創意智優計劃」資助製作。與前三季類似，節目邀請到來自中國大陸、香港、臺灣的歌手重新演繹華語樂壇的經典流行金曲，同时将庆祝澳门主权移交中国25周年、粤港澳大湾区成立5周年。节目于2024年11月28日12:00在芒果TV开播，11月29日在湖南卫视及澳广视澳视澳门、澳門綜藝频道播出，2024年12月14日至2025年3月29日20:00在無綫電視翡翠台开播。

## 参演歌手
- 首发阵容：李宇春、周笔畅、回春丹、李昊、黄子弘凡、陈小春、古巨基、容祖儿、薛凯琪、卫兰[6]

- 第一期嘉賓：谭咏麟、陈慧娴、周慧敏
- 第二期嘉賓：李治廷、林智樂、張智霖、謝天華、林曉峰、梁漢文
- 第三期嘉賓：黄雅莉、吳若希
- 第四期嘉賓：肥媽、張智霖、李施嬅、钟楚曦、麥嘉欣、鍾柔美
- 第五期嘉賓：泳兒、周柏豪
- 第六期嘉賓：伍珂玥、毓麟
- 第七期嘉賓：黃凱芹、林智樂、黃洛妍
- 第八期嘉賓：冼靖峰、劉戀
- 第九期嘉賓：姚焯菲、姚曉棠
- 第十、十一期嘉賓：周柏豪、單依純
- 第十二期嘉賓：林子祥、葉蒨文、郭富城、Supper Moment、涂毓麟、林智樂、姚焯菲、冼靖峰、鍾柔美、黃洛妍

## 节目内容

### 先导片
节目先导片于2024年11月27日在芒果TV发布，该片以“港乐已死”设问，与几代投身香港音乐、热爱香港音乐的音乐人展开对话，带领观众走进香港音乐的时代足迹。

### 第一期
第一期节目分上下两集，分别于2024年11月28日及11月29日上线。该期节目以1974年至2024年为时间轴，以年代作篇章，由13组首发歌手演出不同年代的香港音乐代表作。

### 第二期
第二期节目于2024年12月6日播出，为首期主题竞演，主题为香港电影配乐。

### 第三期
第三期节目于2024年12月13日播出，为第二期主题竞演，主题为香港电视剧配乐。

### 第四期
第四期节目于2024年12月20日播出，即澳门回归25周年当天上线，为澳门主题的节目特辑。

### 第五期
第五期节目于2024年12月27日播出，为第三期主题竞演，主题为港乐最佳拍档。

### 第六期
第六期节目于2025年1月3日播出，为第四期主题竞演，主题为港乐的名场面。

### 第七期
第七期节目于2025年1月10日播出，为第五期主题竞演，主题为你最喜欢的男歌手。

### 第八期
第八期节目于2025年1月17日播出，为第六期主题竞演，主题为你最喜欢的女歌手。

### 第九期
第九期节目于2025年1月24日播出，为第七期主题竞演，主题为香港乐坛颁奖典礼的获奖金曲。

### 第十期
第十期节目于2025年1月31日播出，即大年初三当天上线，主题为KTV最爱点唱的港乐作品。

### 第十一期
第十一期节目于2025年2月7日播出，为最后一期主题竞演，主题为香港原创音乐。

### 第十二期
第十二期节目于2025年2月14日播出，即情人节当天上线，为本节目的金曲盛典。

## 外部連結
- 聲生不息·大灣區季在华语音乐百科上的條目（節目列表）